# 20719 Веласко
20719 Веласко (20719 Velasco) — астероїд головного поясу, відкритий 7 грудня 1999 року.
Тіссеранів параметр щодо Юпітера — 3,558.